# Paul Szabo
Pour les articles homonymes, voir Szabo.
Paul John Mark Szabo, né le 10 mai 1948 à Toronto et mort le 19 décembre 2024 à Mississauga, est un comptable et homme politique canadien.

## Biographie
Il devient un député à la Chambre des communes du Canada, représentant la circonscription ontarienne de Mississauga-Sud sous la barrière du Parti libéral lors de l'élection fédérale du 25 octobre 1993. Réélu en 1997, 2000, 2004, 2006 et en 2008, mais il est défait par la conservatrice Stella Ambler lors de l'élection fédérale du 2 mai 2011.
Paul Szabo meurt le 19 décembre 2024 à Mississauga,.